# Trabea rubriceps
Trabea rubriceps là một loài nhện trong họ Lycosidae.
Loài này thuộc chi Trabea. Trabea rubriceps được George Newbold Lawrence miêu tả năm 1952.